# 茶陵県
茶陵県（ちゃりょう-けん）は中華人民共和国湖南省株洲市に位置する県。

## 行政区画
- 街道弁事所：下東街道、思聡街道、洣江街道、雲陽街道
- 鎮：界首鎮、湖口鎮、馬江鎮、高隴鎮、虎踞鎮、棗市鎮、火田鎮、厳塘鎮、秩堂鎮、腰潞鎮
- 郷：舲舫郷、桃坑郷

## 出身者
- 譚延闓 - 清末・中華民国初の政治家・軍人。中華民国の初代湖南都督、初代国民政府主席。